# Honoria Acosta-Sison

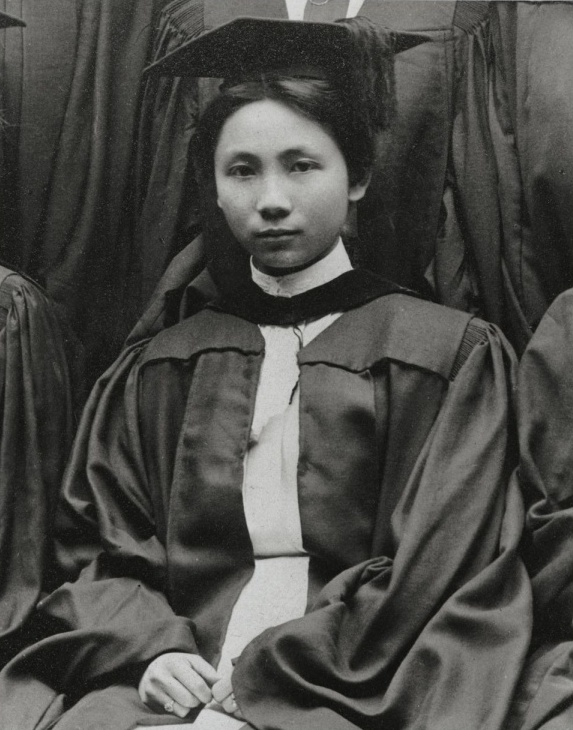
Honoria Acosta-Sison, 1909

Honoria Acosta-Sison bzw. Honoria Acosta Sison (* 30. Dezember 1888 in Calasiao; † 19. Januar 1970 in Manila) war die erste Philippinerin, die am Women Medical College of Pennsylvania erfolgreich ein Studium der Medizin absolvierte und als Ärztin Chirurgie und Geburtshilfe praktizierte. Ihr ist die Einführung des horizontalen Kaiserschnitts (genannt Pfannenstielschnitt) sowie der Pelvimetrie auf den Philippinen zu verdanken. Internationale Bekanntheit erlangte sie durch ihre lebenslange Forschung zu den Themen Blasenmole und Chorionepitheliom.

## Jugend und Ausbildung
Honoria Acosta wurde in Calasiao geboren. Im Alter von zwei Jahren verlor sie ihre Mutter und wurde daraufhin von ihrem Vater und ihren Großeltern in Dagupan aufgezogen. Während ihrer Kindheit erlebte sie die Philippinische Revolution gegen die spanische Kolonialherrschaft sowie den Philippinisch-Amerikanischen Krieg, der mit der Kolonialherrschaft der Vereinigten Staaten über die Philippinen endete. Während unter spanischer Herrschaft Philippinerinnen nur wenige Bildungsmöglichkeiten hatten, durften sie nun an Bildungsprogrammen teilnehmen, die die „wohlwollende Assimilation“ in die amerikanische Kultur unterstützen sollten. Somit wechselte Honoria vom Santissimo Rosario Kloster in Lingayen zu einer amerikanisch geführten Schule.
1904 bewarb sich Honoria für ein Stipendium, um in den Vereinigten Staaten Medizin zu studieren, obwohl Verwandte und Freunde ihr davon abrieten. Möglicherweise wurde sie vom Tod ihrer Cousine motiviert bzw. von der generell schlechten, geburtsmedizinischen Versorgung durch „unwissende und oft brutale Hebammen“. Von den insgesamt 375 Schülern, die sich zu der benötigten Prüfung meldeten, bestand Honoria als eine von lediglich 10 und wurde mit ihnen als pensionado angenommen. In Philadelphia besuchte sie zur Vorbereitung zunächst das Drexel Institute sowie die Brown Preparatory School, bevor sie schließlich im Women’s Medical College of Pennsylvania ihr Medizinstudium begann.
Während ihrer Zeit als Freshman nahm Honoria an einer wettbewerblichen Prüfung teil und gewann einen Anatomiepreis, was sie noch Jahre später stolz in ihren Lebenslauf schrieb. Auch wurde sie Chefredakteurin des Philippine Review, der gegründet wurde, um „die Interessen und Ziele der Philippiner in Amerika“ zu verteidigen. Im Jahr 1909 erwarb sie schließlich ihren Doktortitel und arbeitete ein weiteres Jahr in der Entbindungsklinik, um Erfahrungen in der Geburtshilfe zu machen. Professor Narciso Cordero von der University of Pennsylvania schrieb über sie:

„Sie ist die erste philippinische Ärztin, die erste Philippinerin, die eine amerikanische, medizinische Hochschule abschließt, die erste philippinische Geburtshelferin und noch viele andere „erste“. Auf all das reagiert sie mit ihrer typischen Bescheidenheit. „Warum so viel Aufhebens? Sind Sie aufgeregt, nur weil jemand, den Sie gerade getroffen haben, zufällig der Erstgeborene seiner Familie ist?““

## Karriere
Nach einem Jahr der Arbeit in Amerika kehrte Acosta 1910 auf die Philippinen zurück und begann ihre Arbeit als Assistenzärztin im St. Paul’s Hospital. In dieser Zeit heiratete sie Antonio Sison und änderte ihren Namen zu Acosta-Sison (mitunter auch Acosta Sison geschrieben). Im Jahr 1912 erhielt sie eine Stelle als Dozentin für Geburtshilfe und Gynäkologie am Philippine General Hospital in Manila. Auf den Philippinen war es zu dieser Zeit üblich, während der Geburt starken Druck auf den Unterleib der Gebärenden auszuüben, um das Kind möglichst schnell herauszupressen. Acosta-Sison, die diese Behandlung am eigenen Leib erfuhr, erkannte sie als Grund für die massive Verbreitung von Uterusprolaps in ihrer Heimat.
Um Komplikationen und Erkrankungen frühzeitig zu erkennen, führte sie standardisierte Untersuchungen Schwangerer und Gebärender ein und schrieb Abhandlungen über ihre Beobachtungen und Behandlungen während Schwangerschaft, Geburt und Wochenbett. Ihren amerikanischen Kollegen teilte sie mit, dass sie den Kaiserschnitt mehrfach und erfolgreich bei Placenta praevia durchführte. Nachdem sie in Europa den Kaiserschnitt nach Johannes Pfannenstiel kennenlernte, führte sie ihn auch auf den Philippinen ein. Auch untersuchte sie in den ersten Jahren intensiv das Verhältnis der mütterlichen Beckengröße zur Handgröße des jeweiligen Neugeborenen. Da sie keinen Zugang zu Forschungseinrichtungen hatte, stammten Acosta-Sisons Daten samt und sonders von ihren Patientinnen. Ihre Erkenntnisse publizierte sie u. a. in den Studentenzeitungen ihrer ehemaligen Universität, The Esculapian und später The Iatrian.
1914 wurde sie Teil der Fakultät Gynäkologie und Geburtshilfe an der Universität der Philippinen und war ab 1928 amtierendes Oberhaupt. Ihr Leben lang forschte und publizierte sie über die Themen Blasenmole und Chorionepitheliom, die insbesondere Patientinnen aus ärmeren Schichten aufwiesen. 1936 erschien ihr Buch Obstetrics for Nurses (zu deutsch: Geburtshilfe für Krankenpfleger). 1939 organisierte sie gemeinsam mit ihren Kollegen das Phillipine College of Surgeons. Insgesamt veröffentlichte sie im Laufe ihrer Karriere fast 200 Abhandlungen und Artikel, präsentierte ihre Forschungen auf über 50 Kongressen und Konferenzen und entwickelte neue, geburtshilfliche Instrumente. 1942 erhielt sie den Titel einer Professorin an der Universität der Philippinen sowie die Leitung der Abteilung für Geburtshilfe und Gynäkologie.
Obwohl sie durch ihre Ausbildung zunächst ein recht positives Bild der amerikanischen Kolonialherrschaft hatte, zeigte sie sich nach einer Reise durch u. a. Indien und Indonesien im Jahr 1927 sehr nachdenklich und fragte: „Sind manche Rassen fortwährend dazu verdammt, unter dem Joch anderer Rassen zu stehen, wie es uns selbst seit 400 Jahren ergeht, ohne Hoffnung auf Befreiung?“ Während der japanischen Besetzung im Zweiten Weltkrieg konnte sie nicht veröffentlichten, behandelte jedoch weiterhin Patientinnen, obwohl ihr Haus nahe der Klinik zum Ende des Krieges völlig zerstört wurde.
Nach Kriegsende war Acosta-Sison Gründungsmitglied und erste Präsidentin der Philippine Obstetrical and Gynecological Society und setzte sich für staatlich geförderte Geburtszentren, Frauenkliniken und bezahlte Elternzeit für Mütter ein. Im Jahr 1955 emeritierte sie, unterrichtete und forschte jedoch nach wie vor. Sie war Teil des Komitees des National Mole and Chorioepithelioma Registry der Philippinen und Vorstandsvorsitzende des Zweigs Maternal Mortality Review.

## Auszeichnungen und Würdigungen (Auswahl)

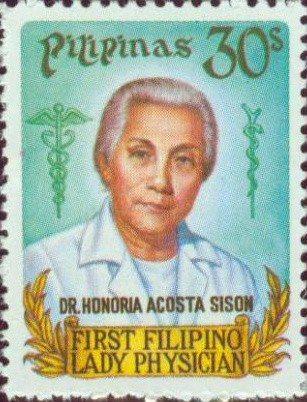
Dr. Acosta-Sisons Gedenkbriefmarke

- 1955: Presidential Medal of Merit (Philippinen) durch Präsident Ramon Magsaysay
- 1959: Goldmedaille des Women’s Medical College of Pennsylvania
- 1959: Most Outstanding Woman Physician der Philippine Women’s Medical Association
- 1960: Preis der Philippines Federation of Private Medical Practitioners für „herausragende Dienste und Leistungen im Bereich der Geburtshilfe“[8]

Am 15. Dezember 1987 wurde auf den Philippinen eine Gedenkbriefmarke mit Honoria Acosta-Sisons Bild herausgebracht.

## Privatleben
Acosta-Sison war mit dem Arzt Antonio Sison verheiratet. Wie sie war er ein ehemaliger Stipendiat und wirkte sowohl als Dekan des College of Medicine als auch als Direktor des Philippine General Hospital. Das Paar hatte drei Kinder:
- Antonio (Tony, * 1919)
- Honoria (Nori, * 1921)
- Pastora (Patsy, * 1923)[2]

Zwei ihrer drei Kinder wurden ebenfalls Ärzte.
Am 19. Januar 1970 starb Honoria Acosta-Sison an einer Lungenentzündung.